# Еуримедон
Еуримедон (умро 413. п. н. е.) је био атински војсковођа за време Пелопонеског рата. Учествовао је у бици код Пилоса и у Сицилијанској експедицији.

## Убиства политичких противника на Коркири
Пелопонеска флота под Алкидиним заповедништвом и са Брасидом као саветником покушала је да искористи грађански рат на Коркири. Алкида је у поморској бици био победио Керкиране и Атињане, али није се усудио да нападне сам град. Брасида је неуспешно наговарао Алкиду да нападну град, који се тада налазио у метежу.
Атињани су 428. п. н. е. послали флоту од 60 бродова под заповедништвом Еуримедона. Сазнали су за буну на Керкири и да Алкида намерава пловити према Керкири. Када је Еуримедон стигао сазнао је да је Никострат већ деломично осигурао Коркиру са малом ескадром из Наупакта. Еуримедомн је преузео заповедниптво на Керкири. За седам дана његовог боравка народ је убијао све оне, које су сматрали непријатељима. Убијало се због разних разлога, а највише из освете. Осећали су се охрабрени због присуства Атињана.
Током 426. п. н. е. заповедао је копненом војском заједно са Хипоником. Тада су сарађивали са Никијом и заједно су напали подручје Танагре. Победили су Танагране и Тебанце у једној бици.

## Учествује у бици код Пилоса
Атињани су 425. п. н. е. послали 40 бродова као појачање за Сицилију. Код Керкире је 60 пелопонеских бродова помагало олигархијску странку да преузме власт. Еуримедон и Софокло су као заповедници те флоте добили налог да пре одласка на Сицилију смире ситуацију на Коркири. Са њима је приватно пловио и Демостен, који је тражио да најпре оду до Пилоса, да би се он тамо утврдио. Еуримедон и Софокло су се томе противили, али јака бура их је однела према Пилосу, па је Демостен тако успео да изврши своју намеру да утврди Пилос.
Када су након шест дана утврдили Пилос онда је већи део атинске флоте кренуо према Керкири. Међутим и пелопонеска флота код Керкире чула је за утврђивање Пилоса, па су одмах пожурили да спрече опасност. Током повратка мимоишли су се са атинском флотом, а да се нису видели. Када је спартанска флота стигла код Пилоса Демостен је послао два брода да јаве атинској флоти под командом Еуримедона и Софокла да се врате и да пожуре, јер се налазио у опасности Еуримедон је са атинском флотом стигао тек трећег дана битке код Пилоса. Победили су спартанску флоту у уском заливу.

## На Коркири
На Коркири је владао грађански рат. Присталице олигархије су се утврдиле на брду Итон, владали су околином и нападали су демократску страну, која је била у савезу са Атином. Када су коначно стигли Еуримедон и Софокло заузели су олигархијско утврђење на Итони. Олигархијске присталице су се предале под условом да им суде Атињани. Један од услова њихове предаје био је да то важи, ако не беже из притвора. На превару су наведени да беже из притвора, па су их Атињани предали народу Керкире. Били су сви сурово побијени.

## Осуђен због мита
После тога Еуримедон и Софокло су отпловили на Сицилију. Када су стигли тада је на Сицилији под утицајем Хермократа био склопљен мир међу Сицилијанцима. Атински савезници са Сицилије замолили су Еуримедона, Питодора и Софокла да се сложе и да мир вреди и за њих. Пошто је на Сицилији 425. п. н. е. склопљен мир атинска флота се вратила. По повратку Атињани су Еуримедона осудили да плати новчану казну, а Питодора и Софокла су протерали. Сматрали су да су сви они били подмићени на Сицилији, па да су се зато повукли.

## Сицилијанска експедиција
Није познато да је био на некој високој дужности све до 414. п. н. е. и Сицилијанске експедиције. Никија је тражио помоћ, па су му Атињани послали као сузаповеднике Еуримедона и Демостена. Еуримедон је одмах кренуо око Нове године и одвезао је новац, па се вратио и стигао је поново заједно са Демостеном , 73 брода и око 5.000 хоплита и много друге војске. Демостен је наговорио остале да изведу напад на Епиполе. Током ноћног напада на Епиполе учествовао је Еуримедон. Били су тешко поражени. Након тога Демостен је предлагао да се повуку са Сицилије. Еуримедон се слагао са њим, али Никија се залагао за наставак опсаде Сиракузе.
Након тога Сиракузи је стигло појачање, а Никија није хтео да оде због лошег знамења. У поморској бици Еуримедон је командовао атинским десним крилом. Атињани су имали 86 бродова, а Сиракужани 76. Еуримедон је хтео да заокружи десно противничко крило, па је превише растегао бојни ред уз копно. Сиракужани су најпре победили атинску средину, а онда су уништили и атинско лево крило. Том приликом Еуримедон је погинуо.